# Savski trg
Place de la Save
 (janvier 2021).
La mise en forme du texte ne suit pas les recommandations de Wikipédia : il faut le « wikifier ».
Les points d'amélioration suivants sont les cas les plus fréquents :
- Les titres sont pré-formatés par le logiciel. Ils ne sont ni en capitales, ni en gras.
- Le texte ne doit pas être écrit en capitales (les noms de famille non plus), ni en gras, ni en italique, ni en « petit »…
- Le gras n'est utilisé que pour surligner le titre de l'article dans l'introduction, une seule fois.
- L'italique est rarement utilisé : mots en langue étrangère, titres d'œuvres, noms de bateaux, etc.
- Les citations ne sont pas en italique mais en corps de texte normal. Elles sont entourées par des guillemets français : « et ».
- Les listes à puces sont à éviter, des paragraphes rédigés étant largement préférés. Les tableaux sont à réserver à la présentation de données structurées (résultats, etc.).
- Les appels de note de bas de page (petits chiffres en exposant, introduits par l'outil «  Source ») sont à placer entre la fin de phrase et le point final[comme ça].
- Les liens internes (vers d'autres articles de Wikipédia) sont à choisir avec parcimonie. Créez des liens vers des articles approfondissant le sujet. Les termes génériques sans rapport avec le sujet sont à éviter, ainsi que les répétitions de liens vers un même terme.
- Les liens externes sont à placer uniquement dans une section « Liens externes », à la fin de l'article. Ces liens sont à choisir avec parcimonie suivant les règles définies. Si un lien sert de source à l'article, son insertion dans le texte est à faire par les notes de bas de page.
- La présentation des références doit suivre les conventions bibliographiques. Il est recommandé d'utiliser les modèles {{Ouvrage}}, {{Chapitre}}, {{Article}}, {{Lien web}} et/ou {{Bibliographie}}. Le mode d'édition visuel peut mettre en forme automatiquement les références.
- Insérer une infobox (cadre d'informations à droite) n'est pas obligatoire pour parachever la mise en page.

Pour une aide détaillée, merci de consulter Aide:Wikification.
Si vous pensez que ces points ont été résolus, vous pouvez retirer ce bandeau et améliorer la mise en forme d'un autre article.
Savski trg ou place de la Save (en serbe cyrillique : Савски трг) est une place de Belgrade, située dans la municipalité urbaine de Savski venac, en Serbie. Elle se trouve en face du bâtiment de l'ancienne gare principale, entre les rues Nemanjina, Karađorđeva et Savska.
Baptisée au XXe siècle, la place s'est d'abord appelée « place Wilson », en l'honneur de Woodrow Wilson (1856-1924), le 28e président des États-Unis, puis, à l'époque de la République fédérative socialiste de Yougoslavie, elle a reçu le nom de « place de la Fraternité et de l'Unité », avant de recevoir son nom actuel de « place de la Save », après la chute du régime communiste.

## Histoire
Jusqu'à la seconde moitié du XIXe siècle, le secteur allant de l'embouchure de la rivière Topčiderska reka au petit marché de la rue Karađorđeva était couvert de marais et d'étangs. Sur les anciens plans de Belgrade, ces étangs étaient représentés et marqués du nom de Ciganska bara ou Ciganka, le « marais des Tsiganes », ainsi nommés parce que des Tsiganes vivaient dans cette région pauvre. Plus tardivement, le quartier a été connu sous le nom de Bara Venecija, le « marais de Venise » nom qu'il conserve encore aujourd'hui.
La création de la place a suivi la construction du bâtiment de la gare, de sorte que la place a été formée en 1884. ans.
De nombreuses délégations étatiques et militaires étrangères ont été accueillies à la gare, toujours en présence d'un grand nombre de personnes sur la place.
Lors des funérailles du roi Alexandre Karadjordjevic en octobre 1934. année, les gens se sont rassemblés sur la place Wilson pour saluer une dernière fois sa dépouille en partance pour le Mausolée royal d'Oplenac.
Le président yougoslave Josip Broz Tito a prononcé des discours sur la place de la Fraternité et de l'Unité.

## Bâtiments et monuments culturels

### Gare ferroviaire
La vieille gare principale de Belgrade a été inaugurée le 20 août, soit le 1er septembre 1884 (calendrier grégorien), quand à 15 heures le premier train est parti avec le roi Milan Ier, la reine Natalija et le prince héritier Alexandre, via Zemun à Vienne . Trois jours plus tard, le premier train à destination de Niš a commencé à fonctionner et un trafic régulier sur cette ligne a été établi le 15 septembre, ainsi que sur la ligne Belgrade-Pest
Le dernier train a quitté la gare le 30 juin 2018 à 21h40, sur la ligne Belgrade-Budapest.
Depuis 1983, le bâtiment est placé sous la protection de l'Etat, en tant que monument culturel de grande importance de la République de Serbie (identifiant no SK 418) et sur la liste des biens culturels de la ville de Belgrade.

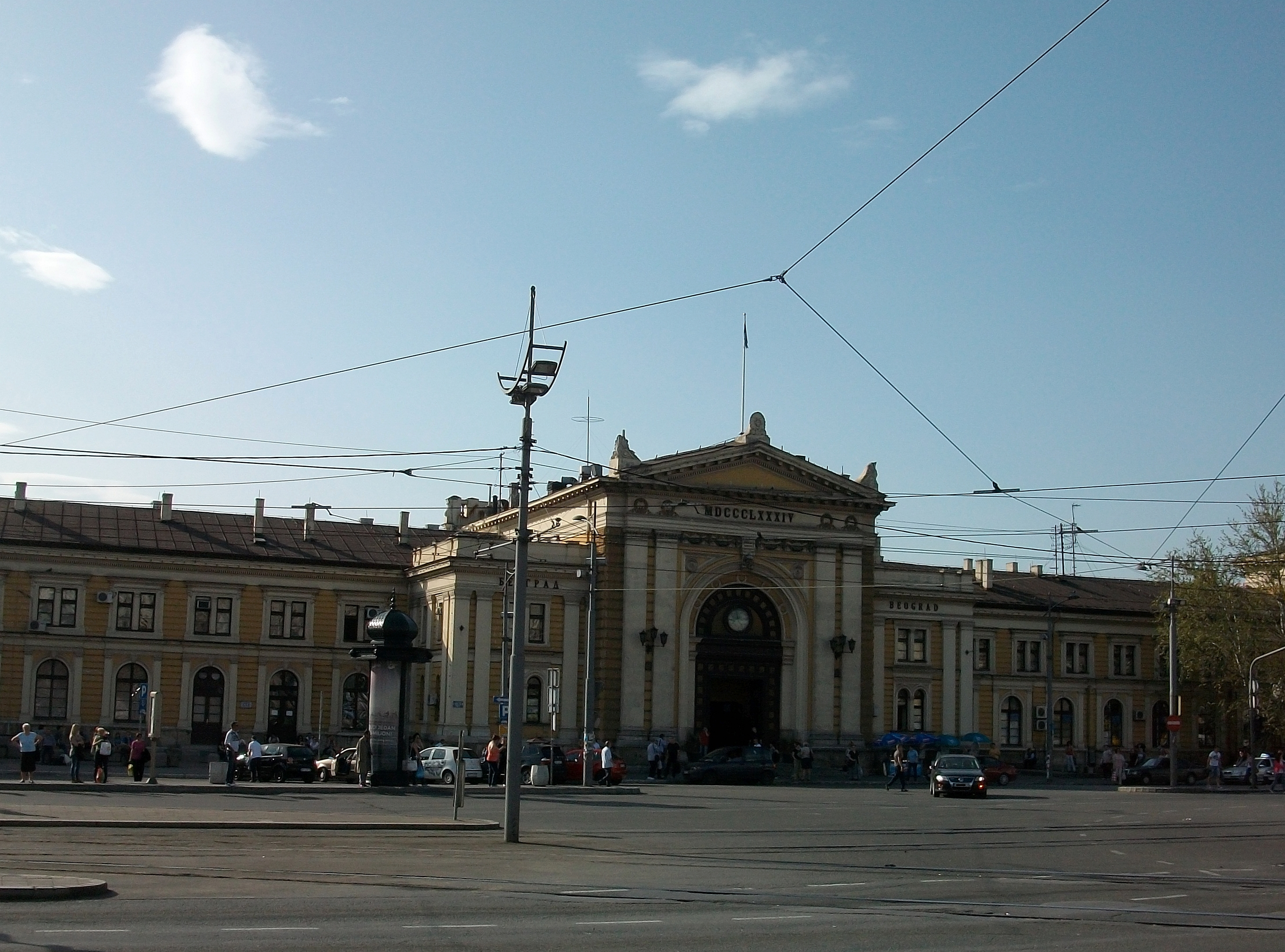
Vue de la vieille gare centrale de Belgrade.

### Monument à Stefan Nemanja
Le monument à Stefan Nemanja a été construit dans la banlieue de Moscou et a été transporté en partie en Serbie, où il a été remonté. Les premières parties du monument ont commencé le 8 août 2020.
Le monument devrait mesurer 23 mètres de haut. Le piédestal représente un casque byzantin cassé dont l'État médiéval serbe a symboliquement émergé, à la fois sur la séparation de l' empire romain, mais aussi sur ses fondations. Le socle présente des motifs historiques de l'époque de Stefan Nemanja, tels que ses dotations des monastères de Studenica et de Hilandar .

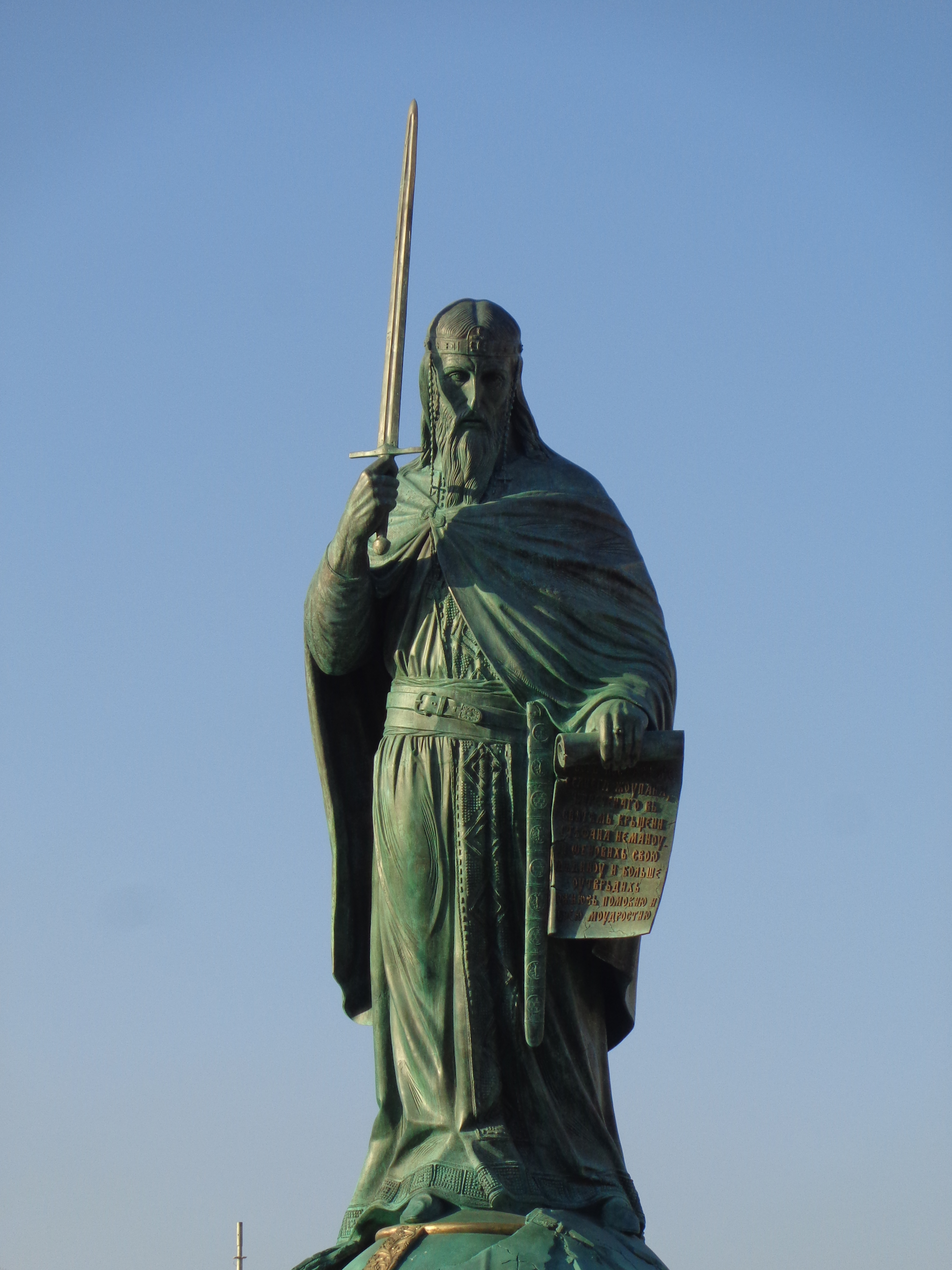
Monument commémoratif à Stefan Nemanja (2021).